# Union provinciale des arts décoratifs
L' Union provinciale des arts décoratifs, est une association fondée le 16 octobre 1907, par Jean-Adolphe Chudant qui en devient le secrétaire général, au côté de Victor Prouvé, président.

## Histoire
L' association est fondée le 16 octobre 1907 par Jean-Adolphe Chudant qui en devient le secrétaire général, au côté de Victor Prouvé qui, lui, est élu président.
L’Union Provinciale des Arts décoratifs a été créée à la suite d'un congrès sous l'initiative de l’Union comtoise dirigée par Jean Adolphe Chudant et Louis-Auguste Girardot, du 16 au 18 août 1907. L’idée d’une fédération d’artistes avait été soulevée par M. Alet de la Société des artistes méridionaux avec qui Chudant correspondait régulièrement. Une cinquantaine de délégués venus de toutes les parties de la France y assiste et la presse raconte l’évènement : 
« Un des derniers actes du Congrès a été de voter la création d'une Union Provinciale des Arts Décoratifs. La proposition venait de M. Alet, au nom de la Société des Artistes Méridionaux. Cette Union pourrait devenir une fédération des divers groupements déjà existants. En attendant qu'elle ait pris une forme pratique et positive, on peut bien augurer de son avenir, puisque M. Prouvé en a accepté la présidence, et que M. Chudant en sera le secrétaire. Trois commissions s'occuperont respectivement de la question de l'enseignement, de la défense des intérêts professionnels, de la création d'un organe spécial de publicité. »
L’article 1er du statut précise qu’il s’agit d’une association dont le siège est celui de l’Union Comtoise, 8 rue d’Alsace à Besançon. L'Union Comtoise avait été fondée par Antonin Fanart.

## Victor Prouvé et Jean-Adolphe Chudant
Victor Prouvé et Jean Adolphe Chudant vont collaborer pendant de longues années sur plusieurs projets. Un lien d’amitié certain, dû à une complicité et à une entente professionnelle, se retrouve dans bien des courriers.
Il n’est pas possible d’affirmer depuis quand Prouvé, alors directeur de l’École de Nancy, et Chudant se côtoient vraiment, mais il est clair qu’ils ont déjà exposé ensemble plusieurs fois avant la fondation de l’Union Provinciale en 1907, particulièrement au Salon des peintres orientalistes français auquel ils participent tous deux.
Peut-être se sont-ils rencontrés en 1894 lors d’une exposition en souvenir de Tanguy. Tanguy est le nom d'un fabricant de couleurs et de toiles à Montmartre, qui faisait crédit à bien des artistes débutants sans argent. En raison de cette générosité, il était mort laissant une veuve de 74 ans dans la misère. Puvis de Chavanne avait écrit une lettre faisant appel à tous les peintres pour organiser une vente de tableaux à l'hôtel Drouot. Avaient répondu : Monet, Signac, Berthe Morisot, Chudant, Carrier-Belleuse, Sisley, Pissaro, Renoir, Ernst, Prouvé et bien d'autres. Il est cependant plus probable que Chudant ait pris contact avec Prouvé sur les conseils de Charles Fridrich, pour son exposition sur les Arts Appliqués en 1905.
Chudant se rend en 1919 à Paris et prévoit un rendez-vous avec Prouvé au mois d’octobre. Dans un courrier du 8 octobre plus ou moins illisible, ce dernier lui parle de leur rencontre et d’un rendez-vous avec M. Tenot, directeur de l’Enseignement Technique au Ministère.
Sur une note manuscrite adressée à un ami qui n’est pas identifié, Chudant écrit en 1920 : « C’est entendu, nous marchons tous trois d’accord : Prouvé, toi et moi. Il faudra que nous nous entendions et nous groupions pour étendre notre champ d’action, chacun dans les limites que nous pouvons nous assigner et former dans l’Est, un tour d’influence agissante (sic) ». Toujours la même année, il informe Paul Dugas-Steck qu’il va voir Victor Prouvé à Nancy pour étudier les améliorations que celui-ci a apportées à l’École des Beaux-arts.

## Organisation
En 1911, elle recouvre déjà une bonne partie de la France et porte à son actif plus de 3 500 membres.
La Revue des Beaux-Arts révèle le 15 octobre 1917 que l'UPAD vient de fonder La Collectivité des Artistes Décorateurs « Créateurs de modèles », pour participer aux expositions et aux foires. Cette collectivité fait aussitôt une première manifestation réussie à la Foire de Paris. Elle répète sa tentative avec un succès grandissant en 1919, son pavillon dans le Jardin des Tuileries fait d’ailleurs l'objet du plus vif intérêt pour les acheteurs et le public.
Elle réalise à Bâle (Suisse), sur l'imitation de « l'Office du Commerce extérieur », une présentation d'échantillons qui affirme la vitalité de ses créateurs de modèles français et la qualité artistique de ses produits. Son but est de faire cesser le malentendu qui divise l’artiste, créateur de modèles, et l'industriel ou le commerçant qui les diffuse. Un service spécial d’informations professionnelles et commerciales a été créé pour préparer la mise en relation des intéressés, faciliter et multiplier les transactions ; ce service établit les collaborations nécessaires entre artistes et artisans, il rédige les contrats, conventions et traités utiles aux divers intéressés.
L’UPAD organise aussi de nombreuses expositions, entre autres : l’exposition des Arts du Feu à Bourges, du 20 mars au 17 avril 1921 à l’École Nationale des Arts appliqués de Bourges (exposition réservée aux productions des artisans et ouvriers d’art du Berry et du Nivernais, des membres et des sociétés faisant partie de l’Union Provinciale).

### Objectifs
L’Union Provinciale est la plus intéressante des sociétés qui ont pour but « le relèvement de l’art décoratif français » à cette époque.
Elle résulte d'un effort décentralisateur et elle tente sur tous les points stratégiques de la France de susciter une renaissance en s'efforçant de grouper tous les centres artistiques régionaux. Elle fait appel aux divers éléments de la production, elle les incite à se grouper sans faire de distinction et s'efforce, dans les Congrès annuels, de trouver des remèdes à la crise qui touche l’enseignement, l’apprentissage, les relations patronales et ouvrières dans le domaine des arts appliqués. L'activité des membres de cette Union est remarquable et l’article de François Monod ne ménage pas ses compliments à l’égard de l’initiateur des congrès. Naturellement, en tant que secrétaire général, c’est Chudant qui rédige, organise et structure tous les évènements. Chudant a donc directement contribué à émouvoir l'opinion publique au sujet des questions d’actualité, au moins jusqu’à la fin de la guerre. La revue mensuelle L'Art et les Métiers, son organe de communication et de propagande sert de trait d'union aux diverses associations professionnelles d'artisans et d'artistes. L'Union s'inspire du principe de l'unité de l'art et met sur le même pied d’égalité, peinture, sculpture, architecture et décoration. Son but est bien défini par ses fondateurs, à Besançon, ville fédéraliste où l'industrie locale, l'horlogerie surtout, poursuit un traditionnel effort d'art : restituer aux diverses régions de la France leur activité propre, leur autonomie intellectuelle, artistique et industrielle par la rénovation du dessin et des arts décoratifs à l'école, à l'atelier, à l'usine. L’UPAD s’efforce de démocratiser l'art en associant à sa compréhension, à son évolution, à ses productions, à ses expositions, les forces vives du peuple : apprentis, ouvriers, artisans, artistes, syndicats professionnels, assemblées municipales, départementales, régionales.
L’UPAD est également l’éditeur scientifique de la Revue des Beaux-arts à partir de 1906.

### Dates des congrès organisés par l'UPAD
Le congrès de Munich a lieu sous le patronage de M. S. Pichon, Ministre des Affaires étrangères de France, et S. E. M. de Podewils, Ministre Conseil de Bavière. Il a été présidé par M. Couyba, sénateur, ancien  rapporteur du budget des beaux-arts à la Chambre des députés, assisté de M. Réville, député, de M. Frantz Jourdain, président de la Société du Salon d’automne, des délégués de la ville de Paris, MM. Quentin Bouchart, Brunet et Rupert Carabin, de M. Victor Prouvé, président de l’École de Nancy, de M. Chudant, président de l’Union Comtoise des arts décoratifs et secrétaire général du congrès, etc. À la séance d’inauguration assistaient MM. De Bruner, second bourgmestre de Munich, et Bourgarel, Ministre de France.
- 1907 : Besançon : congrès des artisans Francs-comtois et création de l’UPAD
- 1908 : Munich
- 1909 : Nancy
- 1910 : Toulouse
- 1911 : Paris
- 1912 : Dijon

### Étude de l'apprentissage allemand en Art appliqué
En 1908, l'Union Provinciale installe ses assises à Munich, foyer d'art industriel, et s’efforce de montrer que la meilleure manière de progresser est encore d'étudier, pour les surpasser, les progrès des autres. Munich fêtait alors, par une splendide exposition, le quarante-cinquième anniversaire de sa grande école d'Art appliqué « Kunstgewerbeschule », sorte de conservatoire des métiers d'art en même temps qu’un vivant atelier de travail. À cette occasion, l'Union reçoit une leçon magistrale et saisit sur le vif, l'organisation et les étapes d'un enseignement professionnel où l'on unit constamment la théorie à la pratique, la probité du dessin au respect de la nature. Le dessin tel que l'enseignent les professeurs bavarois est une révélation pour les congressistes et M. Quénioux, déjà très actif dans son discours, trouve là un encouragement précieux à la réforme « naturaliste » de l'enseignement du dessin qui sera sanctionnée par le Ministère et le Conseil supérieur de l'Instruction publique en 1909. Désormais, en France, à l'école primaire comme à l'école professionnelle, cet enseignement se proposera comme chez nos voisins, non de copier machinalement des modèles, mais de développer chez l'enfant l'esprit d'observation, le sentiment de la nature, de la mesure, c'est-à-dire, le goût.
Pour ce qui concerne l’art appliqué et la question de la propriété artistique chère à Chudant, la protection légale doit être attachée à la personne des véritables auteurs et non édictée en considération uniquement des œuvres. La question d’une législation en matière de délits est envisagée en cas de suppression non autorisée du nom de l’auteur.
Le Figaro du 6 août 1908 relate l’évènement de ce « congrès qui soulève des questions vitales pour notre industrie nationale. »
Le congrès de 1909 se tient à Nancy. Le congrès coïncide avec l'exposition de l'Est de la France et de l'École de Nancy. Les séances à l'étude portent sur l'éducation professionnelle et l'apprentissage, leur organisation, leur rôle futur avec l'aide de l'État, des départements, des communes, et des industries régionales.
À Toulouse, en 1910, l'Union Provinciale étudie la décentralisation et la reconstitution des métiers régionaux, la situation économique des industries d'art et la situation sociale des artisans.

### La crise de l'apprentissage en France et l'UPAD
À son avant-dernier Congrès qui se tient à Paris, au Conservatoire des Arts et Métiers (1911) l'Union Provinciale s'occupe surtout de la crise de l'apprentissage. L'Union Provinciale s’est donné une large tâche et elle pourrait y suffire grâce aux initiatives aussi bien privées que des pouvoirs publics. Son importance croît de jour en jour et elle s'intitule à juste titre «Fédération de l'art décoratif».
Le conseil municipal de Paris a envoyé ses délégués à chacun des Congrès qu'il subventionne utilement. L'État, lui aussi, accorde une légère subvention sur l'initiative de M. Couyba, alors ministre du Commerce et qui est un des membres les plus actifs de l'Union. Quand Couyba est élu ministre, l’Union Provinciale l'honore. L’article, naturellement, paraît dans la revue L’Art et les Métiers et plébiscite les actions déjà réalisées de leur illustre sociétaire : « Nous sommes heureux qu’arrivé au pouvoir, il s’honore en affirmant les liens qui l’attachent à notre œuvre ».
Une lettre de Vaunois du 28 octobre 1911, adressée à Chudant, nous apprend que M. Numa Raffin, enquêteur à l’Office du Travail et Secrétaire au Conseil Supérieur du Travail aurait besoin d’obtenir une collection complète de la revue de l’Union, pour un rapport à remettre au Ministère. On s’empresse de satisfaire sa demande et on y ajoute une brochure contenant le compte rendu du Congrès de Besançon en 1907.
Même si Chudant écoute, récolte les idées (celle de M. Alet pour la création d’une Fédération d’artistes) et qu’il est très entouré, Jean Adolphe Chudant est le fer de lance de cette Société. Il est donc bien dommage que son nom soit à peine connu aujourd’hui, surtout dans sa ville natale, où à l’époque, il devient un personnage important et influent. Même si nul n’est prophète en son pays, les recherches ont parfois l’avantage de rétablir des personnalités qui le méritent. La Ville de Besançon peut être fière d’avoir été à l’origine de telles manifestations intellectuelles par l’intermédiaire de leur fondateur. C’est Jean Adolphe Chudant qui dresse les listes des hommes politiques susceptibles de l’appuyer, c’est lui qui se déplace à Paris, motive « les troupes » de son réseau d’influence pour obtenir des subventions, gère les frais de déplacements, postaux ou autres de la Société, en témoignent tous les documents de gestion et d’organisation de l’Union Provinciale trouvés aux archives départementales du Doubs et des articles de presse sur la politique avec les questions brûlantes qui l’intéressent. Il est alors presque incroyable de constater que cent ans plus tard, le Musée des Beaux-Arts de Nancy ignore tout de cette collaboration entre Chudant et Prouvé.